# Hoeilaart
Hoeilaart is een plaats en gemeente in de Belgische provincie Vlaams-Brabant. De gemeente ligt in de Brusselse Rand en in de landstreken Dijleland en Druivenstreek. Groenendaal is een gehucht van Hoeilaart.

## Toponymie
De naam zou van Gallisch-Keltische oorsprong zijn, met name van Ho-lar wat hoog gelegen open plaats in het bos betekent. De oude spelling is "Hoeylaert".

## Geschiedenis
In de omgeving van Hoeilaart werden voorwerpen uit het mesolithicum aangetroffen. Een Romeinse votiefsteen werd in 1870 gevonden bij de afbraak van de kerk. Hoeilaart ontstond uit een ontginning in het Zoniënwoud waar ook ijzererts werd gevonden. Om daaruit ijzer te winnen was houtskool nodig. Dit werd door kolenbranders in het bos geproduceerd. De oudste smeltovens die in het Zoniënwoud werden aangetroffen zijn uit de Karolingische periode.
Er waren twee heerlijkheden: Hoeilaart ten noorden van de IJse en Ter Heyde ten zuiden van de IJse. Tijdens de Franse Revolutie werden deze samengevoegd tot één gemeente: Hoeilaart. Ook een deel van het Zoniënwoud, namelijk de omgeving van Groenendaal werd bij Hoeilaart gevoegd.
Omstreeks 1800 ontwikkelde Hoeilaart zich tot toeleverancier voor de stad Brussel. Het betrof vlees, pluimvee, eieren, boter en groenten. Van 1847-1857 werd Hoeilaart aangesloten op het spoor.
Vanaf 1865 werd te Hoeilaart de druiventeelt ontwikkeld, waarbij onder meer Felix Sohie een belangrijke rol speelde. Vruchtbare leemgrond, een heuvelig landschap en de nabijheid van Brussel droegen hieraan bij. Aanvankelijk werden in de kassen, serres genaamd, ook andere vruchten en groenten geteeld, maar uiteindelijk verschoof het zwaartepunt steeds meer naar de druiventeelt. Steeds meer serres verschenen in het landschap en meerdere ondernemers begaven zich op dit terrein. Zo kreeg Hoeilaart de bijnaam het glazen dorp. Van 1892-1894 werd een tramlijn aangelegd voor het transport van de druiven.
De druiventeelt kwam stilaan teneinde door de invloed van de EEG, vanaf 1958 en de hoge energieprijzen vanaf 1970, waardoor de telers niet meer opgewassen waren tegen de buitenlandse concurrentie. De meeste serres werden gesloopt en vervangen door woonwijken. Enkele bleven behouden. Verder getuigen de vele serristenvilla's van de welvaart die de druiventeelt eens bracht.
Naast de druiventeelt was ook de renbaan van Groenendaal van belang. Deze werd in 1898 ingehuldigd en trok -naast de koninklijke familie- talrijke rijken aan. Er kwamen onder meer paardenstallen, een koninklijke loge en een spoorwegverbinding. In 2001 kwam een einde aan deze hippodroom.

## Geografie
De gemeente vormt één woonkern. Er zijn geen deelgemeenten. In het Zoniënwoud ligt wel het gehucht Groenendaal, een residentiële wijk zonder woonkern.
De hoogten in deze heuvelachtige gemeente variëren tussen de 60 en 127 meter. Hoeilaart ligt tussen de Zenne en de Dijle. De IJse is een smal onbevaarbaar riviertje dat door de gemeente stroomt.
De buurgemeenten zijn (met de klok mee)
Watermaal-Bosvoorde, Overijse, Terhulpen, Waterloo en Sint-Genesius-Rode.

## Bezienswaardigheden
- Bosmuseum Jan van Ruusbroec
- Het Zoniënwoud
- Renbaan van Groenendaal
- Neo-romaanse Sint-Clemenskerk van 1870-1874
- Kasteel de Man, het huidige gemeentehuis
- Serristenvilla's uit de jaren 1920
- Smeyberghoeve
- Het oude molenhuis van de Priorij van Groenendaal
- Kapel Onze-Lieve-Vrouw van Willerieken

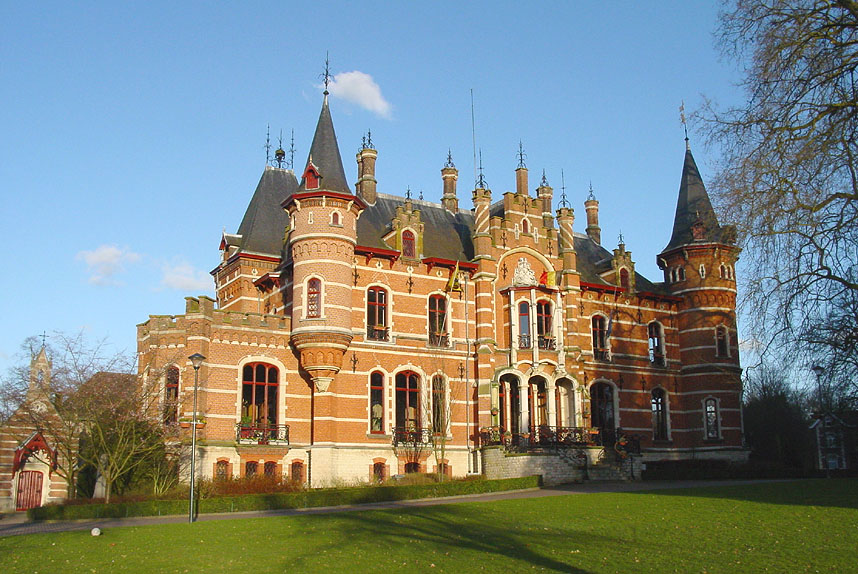
Gemeentehuis van Hoeilaart
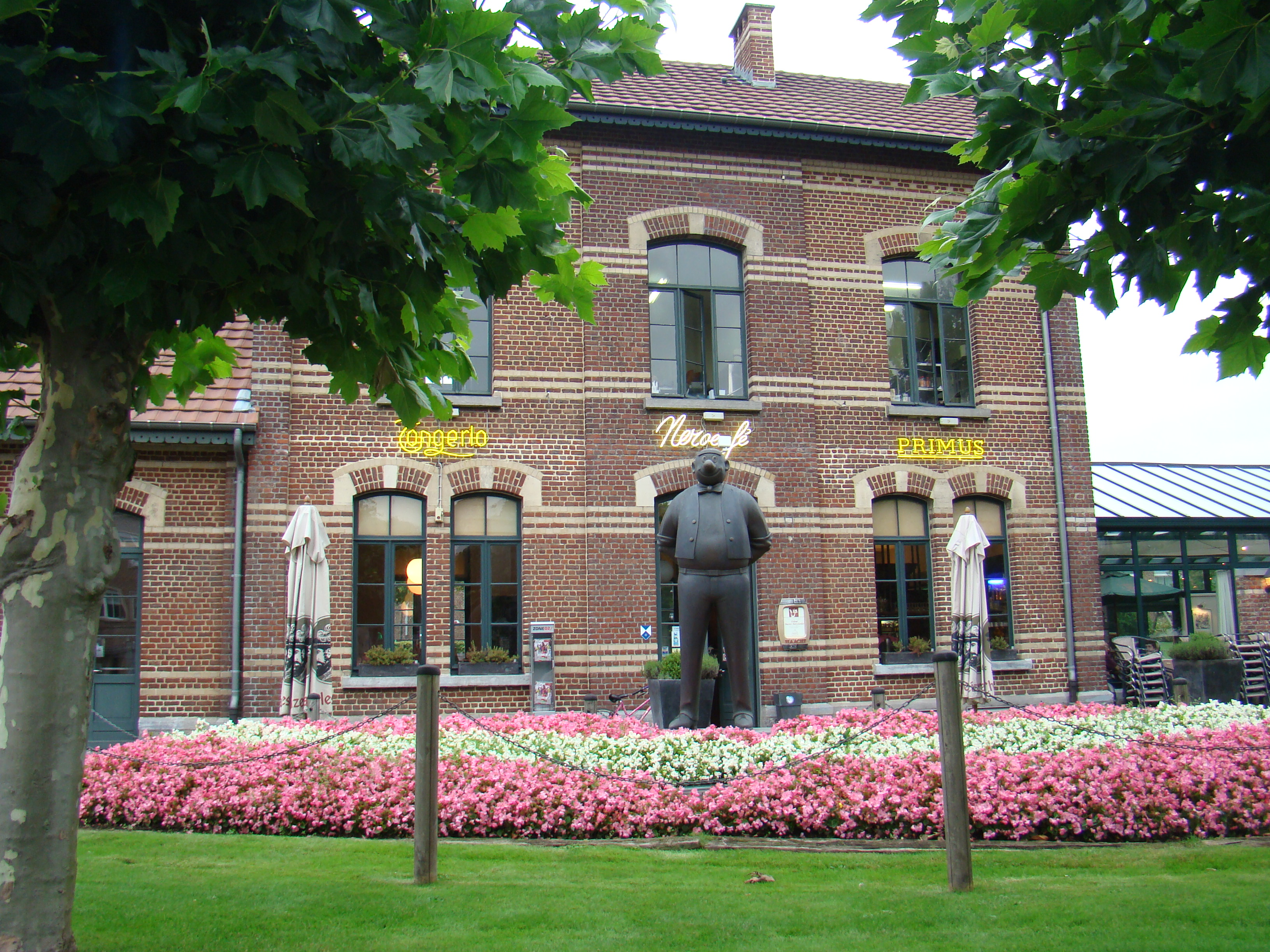
Voormalig tramstation van Hoeilaart met het Nerobeeld
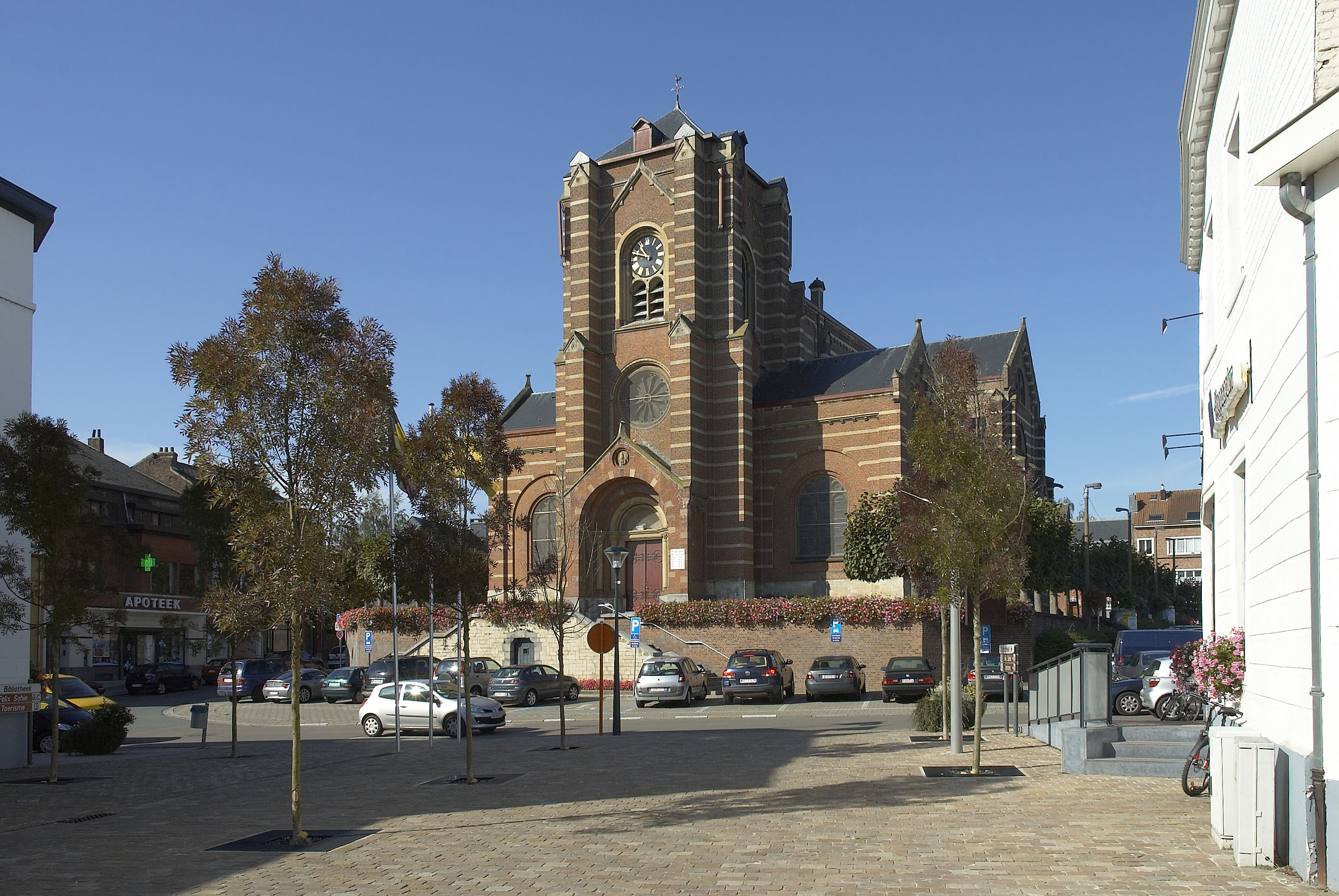
Sint-Clemenskerk

## Demografische ontwikkeling
- Bronnen:NIS, Opm:1831 tot en met 1981=volkstellingen; 1990 en later= inwonertal op 1 januari

| Inwoners van jaar tot jaar op 1 januari 1992 tot heden | Inwoners van jaar tot jaar op 1 januari 1992 tot heden | Inwoners van jaar tot jaar op 1 januari 1992 tot heden |
| jaar                                                   | Aantal                                                 | Evolutie: 1992=index 100                               |
| ------------------------------------------------------ | ------------------------------------------------------ | ------------------------------------------------------ |
| 1992                                                   | 9.535                                                  | 100,0                                                  |
| 1993                                                   | 9.541                                                  | 100,1                                                  |
| 1994                                                   | 9.616                                                  | 100,8                                                  |
| 1995                                                   | 9.666                                                  | 101,4                                                  |
| 1996                                                   | 9.630                                                  | 101,0                                                  |
| 1997                                                   | 9.666                                                  | 101,4                                                  |
| 1998                                                   | 9.687                                                  | 101,6                                                  |
| 1999                                                   | 9.727                                                  | 102,0                                                  |
| 2000                                                   | 9.783                                                  | 102,6                                                  |
| 2001                                                   | 9.839                                                  | 103,2                                                  |
| 2002                                                   | 9.939                                                  | 104,2                                                  |
| 2003                                                   | 10.051                                                 | 105,4                                                  |
| 2004                                                   | 9.977                                                  | 104,6                                                  |
| 2005                                                   | 10.094                                                 | 105,9                                                  |
| 2006                                                   | 10.074                                                 | 105,7                                                  |
| 2007                                                   | 10.040                                                 | 105,3                                                  |
| 2008                                                   | 10.245                                                 | 107,4                                                  |
| 2009                                                   | 10.215                                                 | 107,1                                                  |
| 2010                                                   | 10.298                                                 | 108,0                                                  |
| 2011                                                   | 10.419                                                 | 109,3                                                  |
| 2012                                                   | 10.539                                                 | 110,5                                                  |
| 2013                                                   | 10.545                                                 | 110,6                                                  |
| 2014                                                   | 10.630                                                 | 111,5                                                  |
| 2015                                                   | 10.796                                                 | 113,2                                                  |
| 2016                                                   | 10.915                                                 | 114,5                                                  |
| 2017                                                   | 11.104                                                 | 116,5                                                  |
| 2018                                                   | 11.172                                                 | 117,2                                                  |
| 2019                                                   | 11.321                                                 | 118,7                                                  |
| 2020                                                   | 11.408                                                 | 119,6                                                  |
| 2021                                                   | 11.509                                                 | 120,7                                                  |
| 2022                                                   | 11.433                                                 | 119,9                                                  |
| 2023                                                   | 11.537                                                 | 121,0                                                  |
| 2024                                                   | 11.636                                                 | 122,0                                                  |
| 2025                                                   | 11.565                                                 | 121,3                                                  |

## Politiek

### Burgemeesters
- 1823-1845: Joseph de Man d'Hobruge
- 1846-1848: Clement Peeters
- 1849-1854: Joseph de Man d'Hobruge
- 1855-1879: Jean-Marie de Man d'Attenrode
- 1880-1895: Willem Eggerickx
- 1896-1911: Désiré Vandervaeren
- 1912-1918: Jules Delcorde
- 1918-1921: Jean-Baptiste Charlier
- 1921-1926: Désiré Vandervaeren
- 1927-1939: Albert Honnorez
- 1939-1974: Frans Vandervaeren
- 1974-2006: Vic Laureys
- 2007-heden: Tim Vandenput

### College van burgemeester en schepenen

#### 2013-2018
Burgemeester is Tim Vandenput van de Open Vld. Hij leidt een coalitie van de Open Vld met PRO Hoeilaart. Samen hebben ze een meerderheid van 14 op 21 zetels. Het college telt zeven leden. Als gemeente met meer dan 10.000 inwoners heeft Hoeilaart recht op vijf schepenen. Naast de burgemeester en vijf schepenen maakt ook de OCMW-voorzitter als volwaardig toegevoegd schepen deel uit van het college.

#### 2019-2024
Burgemeester is Tim Vandenput van de Open Vld. Hij leidt een coalitie van de Open Vld met PRO Hoeilaart. Samen hebben ze een meerderheid van 16 op 21 zetels. N-VA haalde de kiesdrempel niet bij de verkiezingen in 2018 en dus was CD&V de enige oppositiepartij. In het schepencollege en het vast bureau zetelen zes mandatarissen: de burgemeester en vijf schepenen. Op dinsdag 30 mei 2023 veranderde de naam Open Vld Hoeilaart naar TEAM 1560.

#### 2024-heden
Burgemeester is Tim Vandeput van Team 1560. Hij leidt een coalitie van Team 1560 en het aan CD&V gelieerde Heel Hoeilaart. Samen hebben ze een meerderheid van 16 op 21 zetels. PRO Hoeilaart werd de oppositie verwezen. Het schepencollege was samengesteld uit de burgemeester en vier schepenen:
- Burgemeester: Tim Vandenput (TEAM 1560)
- Eerste schepen: Patrick Demaerschalk (Heel Hoeilaart)
- Tweede schepen: Joy Sergeys (TEAM 1560)
- Derde schepen: Joris Pijpen (TEAM 1560)
- Vierde schepen: Stefanie Van Dooren (TEAM 1560)

### Resultaten gemeenteraadsverkiezingen sinds 1976
| Partij               | Partij                                            | 10-10-1976 | 10-10-1976 | 10-10-1982 | 10-10-1982 | 9-10-1988 | 9-10-1988 | 9-10-1994 | 9-10-1994 | 8-10-2000 | 8-10-2000 | 8-10-2006 | 8-10-2006 | 14-10-2012 | 14-10-2012 | 14-10-2018 | 14-10-2018 | 13-10-2024 | 13-10-2024 |
| Stemmen / Zetels     | Stemmen / Zetels                                  | %          | 19         | %          | 19         | %         | 19        | %         | 19        | %         | 21        | %         | 21        | %          | 21         | %          | 21         | %          | 21         |
| -------------------- | ------------------------------------------------- | ---------- | ---------- | ---------- | ---------- | --------- | --------- | --------- | --------- | --------- | --------- | --------- | --------- | ---------- | ---------- | ---------- | ---------- | ---------- | ---------- |
|                      | PVV1 / VLD2 / Open Vld3 / TEAM 15604              | -          |            | 21,81      | 4          | 20,421    | 4         | 22,392    | 5         | 29,622    | 7         | 32,882    | 8         | 49,193     | 12         | 49,63      | 12         | 47,94      | 11         |
|                      | CVP1 / CD&V+N-VAB / CD&V2 / Heel Hoeilaart3       | 52,771     | 12         | 53,441     | 12         | 52,521    | 13        | 44,871    | 11        | 35,841    | 9         | 36,23B    | 9         | 27,06B     | 6          | 22,72      | 5          | 23,13      | 5          |
|                      | VU1 / PW-VUA / CD&V+N-VAB / N-VA2                 | 9,211      | 1          | 14,111     | 2          | 8,211     | 1         | -         |           | 15,52A    | 3         | 36,23B    | 9         | 27,06B     | 6          | 7,12       | 0          | -          |            |
|                      | Progressieve Werkgroep1 / PW-VUA / PRO Hoeilaart2 | -          |            | -          |            | 8,11      | 1         | 9,91      | 1         | 15,52A    | 3         | 14,621    | 3         | 14,772     | 2          | 20,52      | 4          | 26,62      | 5          |
|                      | UF                                                | -          |            | -          |            | -         |           | -         |           | -         |           | 9,28      | 1         | 8,99       | 1          | -          |            | -          |            |
|                      | UNION                                             | -          |            | -          |            | 5,48      | 0         | 13,93     | 2         | 9,91      | 2         | 6,99      | 0         | -          |            | -          |            | -          |            |
|                      | LGB-ICL1 / ICL-LGB2                               | 19,511     | 3          | 10,641     | 1          | 5,272     | 0         | -         |           | -         |           | -         |           | -          |            | -          |            | -          |            |
|                      | OCL                                               | 18,5       | 3          | -          |            | -         |           | -         |           | -         |           | -         |           | -          |            | -          |            | -          |            |
| Anderen(*)           | Anderen(*)                                        | -          |            | -          |            | -         |           | 8,91      | 0         | 9,11      | 0         | -         |           | -          |            | -          |            | 2,4        | 0          |
| Totaal stemmen       | Totaal stemmen                                    | 5676       | 5676       | 5997       | 5997       | 6046      | 6046      | 6010      | 6010      | 6196      | 6196      | 6341      | 6341      | 6362       | 6362       | 6795       | 6795       | 5343       | 5343       |
| Opkomst %            | Opkomst %                                         |            |            |            |            | 93,74     | 93,74     | 92,62     | 92,62     | 91,39     | 91,39     | 92,95     | 92,95     | 90,43      | 90,43      | 91,5       | 91,5       | 68,7       | 68,7       |
| Blanco en ongeldig % | Blanco en ongeldig %                              | 2,85       | 2,85       | 4,4        | 4,4        | 3,36      | 3,36      | 3,03      | 3,03      | 4,74      | 4,74      | 3,60      | 3,60      | 2,40       | 2,40       | 3,4        | 3,4        | 1,4        | 1,4        |

De zetels van de gevormde meerderheid staan vetjes afgedrukt. De grootste partij is in kleur.

De rode cijfers naast de gegevens duiden aan onder welke naam de partijen telkens bij een verkiezing opkwamen.

(*) 1994: H.I.P. (4,48%), Vlaams Blok (2,95%) W.O.W. (1,48%) / 2000: P.H.H. (4,76%), UFE (4,35%) / 2024: Voor U (2,4%)

## Natuur
Het Zoniënwoud maakt het grootste deel uit van het grondgebied. Volgens de Algemene Directie Statistiek en Economische Informatie was op 1 januari 2011 1.142 hectare of 56% van het grondgebied bosgebied. Hierdoor is het het bosrijkste gebied in Vlaanderen. Op nationaal vlak staat het op de 32ste plaats. Een telling van Natuurpunt die niet het 'bos-' maar 'het natuurareaal' inventariseerde wijst Hoeilaart ook aan als 'meest natuurrijke gemeente van Vlaanderen' met bijna 58% natuur.

## Cultuur

### Bijnaam
Inwoners van de gemeente worden Hoeilanders of Doenders genoemd. Het woord Doender komt uit het Hoeilaarts dialect waarin het woord doen vaker voorkomt in vergelijking met andere dialecten.

### Wapenschild
De schepenraad van Hoeilaart bestond reeds in 1246. De schepenen gebruikten vanaf 1337 een klein zegel versierd met een uitgerukte boom, waarvan de stam zich splitst in drie dichtbebladerde takken en op wiens stam het schildje voorkwam van de Brabant-Limburg met vier leeuwen.
Het wapenschild van Hoeilaart verwijst dus duidelijk naar een dorp dat op het woud gewonnen werd en dat deel uitmaakte van het toenmalige hertogdom Brabant, waar Jan I, hertog van Brabant, met zijn overwinning in de Slag bij Woeringen (1288) Limburg kon bijvoegen.

### Druiventeelt
Hoeilaart noemt men ook weleens 'het glazen dorp' vanwege de grootschalige teelt van druiven, die er tot in de tweede helft van de twintigste eeuw in verwarmde serres (kassen) gedaan werd. In 1865 introduceerde Felix Sohie deze manier van telen die de gemeente zeer welvarend maakte. Vanaf de jaren zestig van de twintigste eeuw drukten goedkope druiven uit het Zuiden van Europa de Belgische tafeldruif bijna volledig uit de markt.
In 1910 telde Hoeilaart 5.176 druivenserres, eind jaren 1950 liep dat aantal op tot ruim 13.000. Er zijn in Hoeilaart en omgeving nog enkele tientallen druiventelers actief. Hun tafeldruif is sinds 2008 een erkend streekproduct. Hoeilaartse trossen mogen het EU-label Beschermde oorsprongsbenaming dragen. Het Druivenfestival van Hoeilaart, ieder jaar in het derde weekend van september houdt de herinnering daaraan in leven. Tijdens het festival worden de druiven in het gemeentehuis van Hoeilaart tentoongesteld en gekeurd.

### Kaastaart

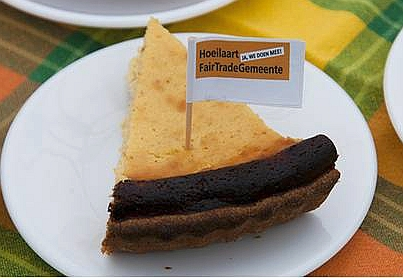
De Hoeilaartse kaastaart, deze variant is bereid met FairTrade-ingrediënten.

Aan de vooravond van het Druivenfestival is er een kaastaartenwedstrijd waarmee Hoeilanders de traditie van deze kermistaart in ere houden. Ook de Chiro organiseert een kaastaartenfestival op de binnenkoer van de kasteelhoeve. De kaastaart werd vroeger in de Druivenstreek thuis bereid. Wie niet over een oven beschikte kon hem bij een van de dorpsbakkers laten afbakken. Ook nu is het naar verluidt nog steeds hun meest verkochte taart.
Zo’n kaastaart (van max. 4 cm hoog) bestaat uit een gistdeegbodem, een laagje appelmoes, een vulling van plattekaas (kwark), ei, amandel, gemalen macaron en rum. De goudgele taart heeft na het bakken een donkere buitenrand en vertoont meestal een barst. Een "goei kijs-toet" is in de volksmond "dun van leer en dik van smeer".

## Sport
In de gemeente speelt voetbalclub ERC Hoeilaart, die bij de KBVB is aangesloten. De club ontstond uit de fusie van KRC Hoeilaart en Eendracht Hoeilaart, dat ooit een seizoen in de nationale reeksen speelde.
Hoeilaart beschikt ook over een hockeyclub, ISCA, en een tennisclub, TC De Jonge Wingerd.
Verschillende dansgroepen hebben hun vaste stek in het GC Felix Sohie en de Sporthal: Soulstep Dance Crew, X-Plosion Dance, ballet (Academie voor Podiumkunsten Hoeilaart) en de Gympies. Deze laatste is een dans- en turnclub.
Er is een groot aanbod gevechtssporten die doorgaan in de Sporthal.

## Verkeer en vervoer

### Openbaar vervoer

#### Busnetwerk

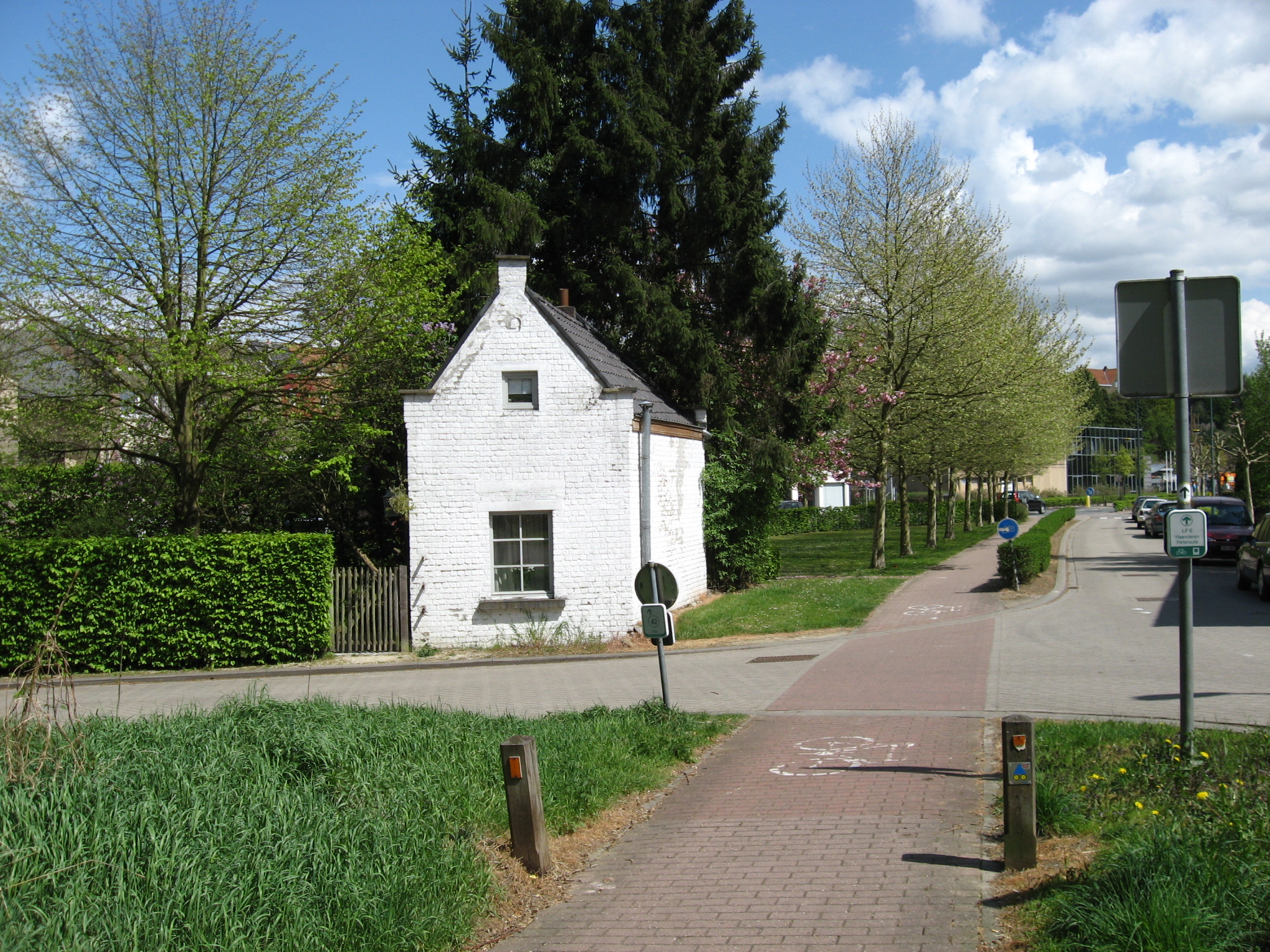
Voormalig tramwegtracé nu ingericht als fietspad.(Engelselaan/Kasteelstraat)

Midden doorheen de gemeente lopen buslijn 71 Groenendaal - Overijse - Tervuren - Sterrebeek - Luchthaven van Zaventem en buslijn 70 Groenendaal - Overijse - Leuven (station) van De Lijn. Noord-zuid loopt buslijn R78 Waver - Overijse Maleizen - Etterbeek (station). De ritten van De Lijn zijn binnen Hoeilaart gratis voor inwoners die een speciale buskaart hebben opgehaald bij de gemeente. Ook de Waalse TEC heeft een buslijn (366 Brussel Flageyplein - Rixensart - Court-Saint-Étienne) die aan de achterzijde van het station van Groenendaal stopt.

#### Spoorwegen
Hoeilaart ligt langs spoorlijn 161 en heeft twee haltes: Hoeilaart en Groenendaal. Bussen 71 en 70 beginnen/eindigen aan het station van Groenendaal. Tussen 1894 en 1966 heeft vanaf station Groenendaal een tramlijn 293 (NMVB)/Brabant gereden tot Overijse. Het was een van de weinige "boerentram"-lijnen die geen verbinding had met andere (stoom)tramlijnen, en een van de slechts vier NMVB-lijnen met normaalspoor.

### Wegennet
De R0 en de N275 doorsnijden in Hoeilaart het Zoniënwoud. Vanuit het noorden is de woonkern bereikbaar via de E411.

## Bekende inwoners
- Jan van Ruusbroec (1293-1381), mysticus en auteur
- Armand Pien (1920-2003), meteoroloog
- Robert Van Impe (1992), komiek, youtuber, acteur en presentator

### Ereburgers
- Albert Michiels, oprichter Jazz Hoeilaart (postuum)
- Marc Sleen, striptekenaar (diens stripheld Nero heeft een standbeeld bij het voormalige tramstation en woont sinds het album De Verschrikkelijke Tweeling uit 1991 in Hoeilaart)
- Steven Laureys, neuroloog
- Serge Muyldermans, bioloog

## Trivia

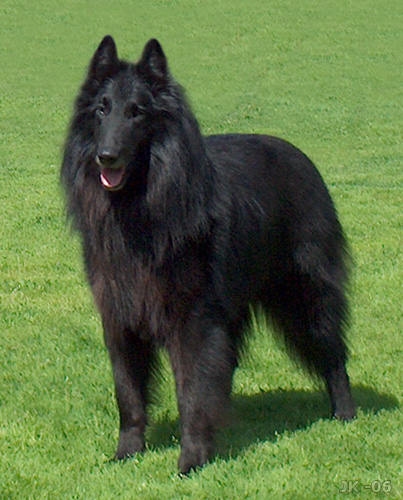
Belgische herder Groenendael (man)

- Voor de opnames voor de Ketnetserie Elfenheuvel werd gebruikgemaakt van de feestzaal "Het Lindenhof" en nog enkele locaties in de gemeente.[10]
- Rond 1800 bestond de gemeenteraad enkel uit beenhouwers, een beroepsgroep die 80 procent van de Brusselse vleesmarkt bevoorraadde.
- Hoeilaart was de voorlaatste Vlaamse gemeente met een eigen waterdienst. (De gemeenteraad heeft op 24 oktober 2013 zijn waterbedrijf per 1 januari 2014 verkocht aan De Watergroep.)
- Hoeilaart is in 2011 een jumelage aangegaan met de Italiaanse gemeente Valtournenche.
- Hoeilaart is sinds 2011 erkend als FairTradeGemeente.
- De zwarte Belgische herdershond Groenendaeler is genoemd naar de Hoeilaartse woonwijk Groenendaal.
- Hoeilaart schafte in 2017 de hondenbelasting af. Het was een van de laatste drie gemeentes die deze belastingen hieven.

## Nabijgelegen kernen
Groenendaal, Watermaal-Bosvoorde, Overijse, Terhulpen